# Thelasis compacta
Thelasis compacta är en orkidéart som beskrevs av Rudolf Schlechter. Thelasis compacta ingår i släktet Thelasis och familjen orkidéer. Inga underarter finns listade i Catalogue of Life.